# توماس ديلاني
توماس ديلاني (بالدنماركية: Thomas Delaney)‏ (و. 1991  م) هو لاعب كرة قدم، من الدنمارك، ولد في فريدريكسبرج،يلعب حاليا مع نادي إشبيلية كوسط دفاعي وقد شارك مع الدنمارك في كأس العالم 2018 التي تمت إقامتها في روسيا.

## مسيرته الكروية

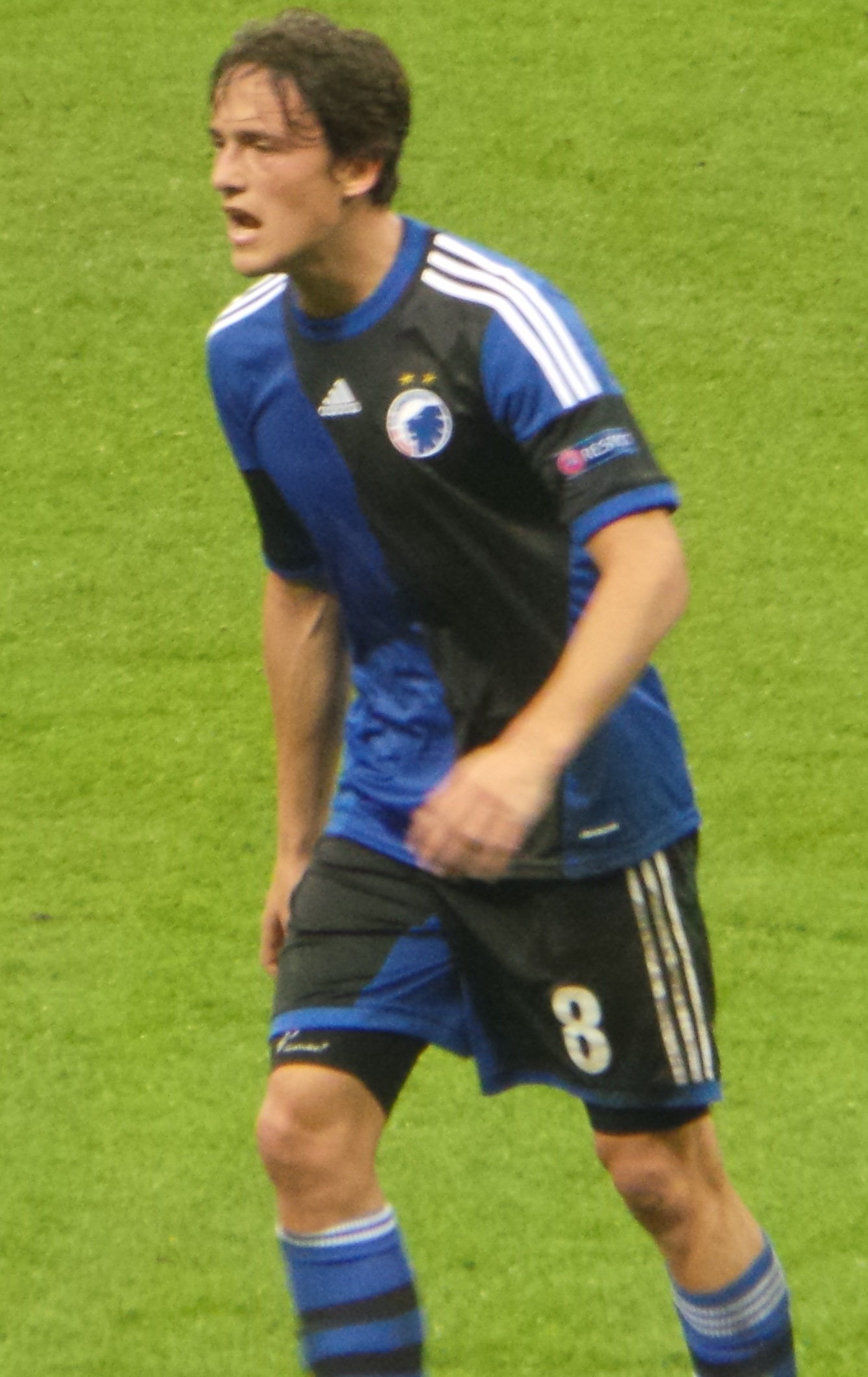
توماس ديلاني مع كوبنهاغن

لعب توماس ديلاني خلال مسيرته الاحترافية مع 3 أندية في ثلاثة عشر موسمًا وسجل خلالها 29 هدفًا ضمن 258 مباراة. حيث فاز في خمسة مواسم بالكأس وفي ستة مواسم بالدوري.
خاض توماس ديلاني مسيرته مع نادي كوبنهاغن في موسم 2008–09 ليلعب معه تسعة مواسم، مشاركًا في 172 مباراة سجل خلالها 19 هدفًا. ثم انتقل إلى نادي فيردر بريمن في موسم 2016–17 ولمدة موسمين، حيث شارك في 45 مباراة سجل خلالها 7 أهداف. لينتقل بعدها إلى نادي بوروسيا دورتموند للفورميلا في موسم 2018–19 ولمدة موسمين، مشاركًا في 41 مباراة سجل خلالها 3 أهداف.

## روابط خارجية
- توماس ديلاني على موقع الاتحاد الدولي (مؤرشف)  (الإنجليزية)
- توماس ديلاني على موقع الاتحاد الأوربي (الإنجليزية)
- توماس ديلاني على موقع قاعدة بيانات كرة القدم.إي يو (الإنجليزية)
- توماس ديلاني على موقع ليكيب (الفرنسية)
- توماس ديلاني على موقع ناشيونال فوتبول تيمز (الإنجليزية)
- توماس ديلاني على موقع Soccerway.com (الإنجليزية)
- توماس ديلاني على موقع عالم كرة القدم.نت (الإنجليزية)
- توماس ديلاني على موقع AS.com (الإسبانية)